# Fasevinkel
 Der er for få eller ingen kildehenvisninger i denne artikel, hvilket er et problem. Du kan hjælpe ved at angive troværdige kilder til de påstande, som fremføres i artiklen.

Fasevinklen betegner en forskel, evt. forsinkelse mellem to signaler. Fænomenet kan bedst beskrives med et eksempel:
Hvis en elektrisk spændingsforskel, der vel at mærke er vekselspænding, dvs. ændrer sig som en sinuskurve, måles (fx med et voltmeter over en resistor), vil der formentlig være en "forsinkelse" mellem tidspunktet, hvor vekselspændingen fra strømkilden er den højeste, og det tidspunkt, hvor der registreres den største modstand over resistoren.
Eftersom begge funktioner (vekselspænding som funktion af tid og samme over resistoren) kan beskrives som sinuskurver, kan de let sammenlignes. Forsinkelsen, som beskrevet ovenfor, giver dog anledning til en difference mellem argumenterne til sinusfunktionerne, og det er netop denne difference, der betegnes "fasevinklen".
| Fysik | Spire Denne artikel om fysik er en spire som bør udbygges. Du er velkommen til at hjælpe Wikipedia ved at udvide den. |